# Кућа Шандора Ћире Фалционеа
Кућа Шандора Ћире Фалционеа је породична кућа ексцентричног сомборског богаташа и добротвора која је саграђена 1891. године, на средини десне стране Војвођанске улице у Сомбору, некада Бајском сокаку, у Западнобачком округу.

## Историјат
Позната сомборска породица Фалционе била је италијанског порекла, а њен предак у Сомбор се доселио почетком 19. века, у време Наполеонових ратова. 
Потомци ове, временом помађарене породице, били су, током друге половине 19. и почетком 20. века, успешни и имућни трговци, земљопоседници, привредници, те градски и жупанијски управитељи, а најпознатији међу њима био је Шандор Ћира Фалционе (1868-1944), син имућног Сомборца Лоренца Ловре Фалционеа. Својим умећем стекао велико имање и између два светска рата. Остао је упамћен као ексцентрик, са чудним склоностима и навикама, али и као добротвор.
Ћира Фалционе и његова супруга Елза поклонили су граду Сомбору, почетком четрдесетих година 20. века 170 јутара земље, са пратећим зградама, пољопривредним машинама и оруђима, за отварање Пољопривредне школе (послератна сомборска Пољопривредна школа у знатној мери покренута је на основу ове донације).
Само неколико дана након ослобођења Сомбора (21. октобра 1944), на свом салашу ухапшени су Ћира Фалционе и његова супруга Елза. Званично је уписано да су убијени 31. октобра 1944. године. Целокупна имовина и баснословно богатство Ћире Фалционеа одмах су након његовог хапшења покрадени и развучени.

## Кућа у Војвођанској улици
Године 1891. Шандор Ћира Фалционе саградио је на десној страни Војвођанске улице високу приземну кућу, вилу у стилу еклектицизма, коју је пројектовао архитекта Ерне Балаж, а сазидао Мијо Штрангарић.
Основа куће била је подигнута у облику степенасте пирамиде. Средишњи део зграде представља испад који се завршава троугластим забатом. На испадиу се налалазе три већа прозора а на забату су два мања полукружна прозора. Полукружни отвор се налази на врху забата, а изнад њега се уздиже врх са троугластим завршетком. На оба крила зграде налазе се по два полукружна прозора спојена у облику двојног лука.
На десном крилу зграде налази се тераса у јонском стилу, и од улице је одвојена оградом од кованог гвожђа.
Унутрашњост куће је, према описима савременика, била изузетно богата. У кућном дворишту налазио се велик и лепо уређен врт.

## Здање данас
После Другог светског рата у кући Ћире Фалционеа у Војвођанској улици одвијала се настава неких одељења Пољопривредне школе а онда се деценијама у њој налазио Пионирски дом.
Данас је у овом здању смештено дечје обданиште, названо "Бајка". Кућа је обновљена 2013. године.